# Canebière
Pour l'article traitant des plantations de chanvre, appelées « canebières » en provençal, voir chènevière.
Pour la chanson, voir Canebière (chanson).
La Canebière, anciennement rue Cannebière (en occitan provençal : la Canebiera en norme classique ou la Canebiero en norme mistralienne) est une avenue du centre historique et géographique de la ville de Marseille, ainsi dénommée depuis le XVIIe siècle.

## Situation et accès
Avec une longueur d’un kilomètre, cette voie qui va de l'église des Réformés au Vieux-Port, englobe, depuis 1927, la rue Noailles et les allées de Meilhan.

## Origine du nom
La Canebière vient du provençal canebiera signifiant chènevière en français. En effet Marseille était l'un des plus grands comptoirs de chanvre (dont le nom provençal est canebe) au monde pour la fabrication et le commerce des élingues et cordages.

## Historique

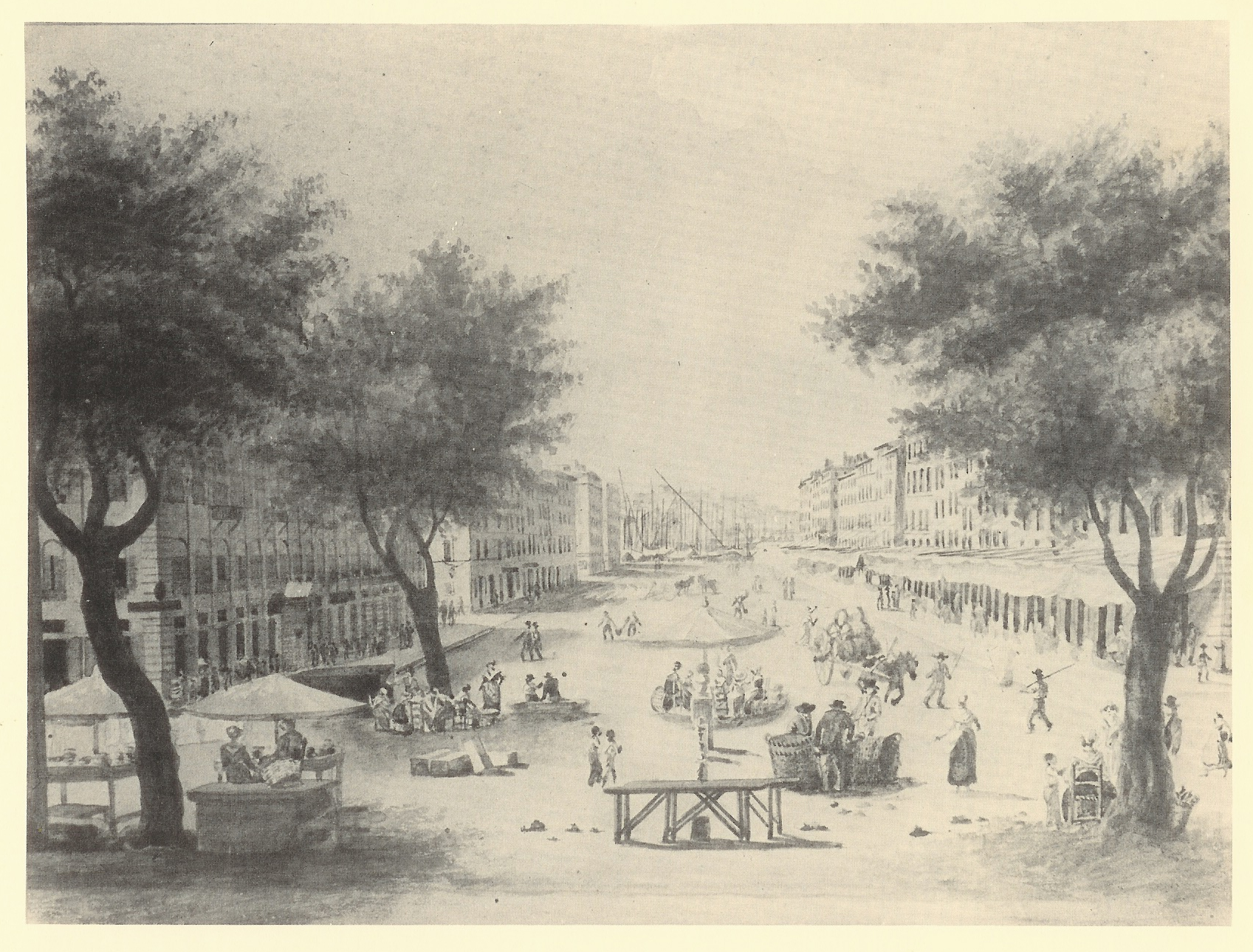
La Canebière en 1808.

À l'origine, le site correspond à la fin marécageuse d'un talweg formé par l'écoulement des eaux de la source Saint-Bauzile, de Reynier, du Loisir et de la Poussaraque, grossies périodiquement par les ruissellements pluviaux descendant du plateau Longchamp et de la plaine Saint-Michel. Jusqu'au Moyen Âge, toutes ces eaux finissaient leur course dans le Lacydon, marais salant en grec, recouvrant un vaste périmètre délimité au Nord par les Nouvelles Galeries, à l'est par l'actuelle Place du Général-de-Gaulle à l'Ouest par le quai des Belges et la mer et enfin au sud, jusqu’à l’ancien bassin de carénage devenu le quartier des Arcenaulx l'ancienne Place d'Armes, devenue le Cours Honoré d'Estienne d'Orves jusqu'au quartier de l'Opéra. Ce site commence à être défriché en vue d’être aménagé en port dès l'implantation gréco-ligure dans l'Antiquité.
À partir du Xe siècle, ce site prend le nom de plan Fourmiguier, (« place fourmilière », en français), désignant de façon imagée le chantier de construction navale qui se trouvait là et la multitude de personnes y travaillant. Lors du déplacement du chantier au bout du quai de rive neuve, le nom sera également déplacé à cet endroit où subsiste une rue Plan fourmiguier[réf. à confirmer].
En 1296, le comte de Provence, Charles II obtient de la ville une concession afin d'y installer des chantiers navals. Au XVIIe siècle, le roi Louis XIV ordonne l'extension de la ville, ainsi que l'installation de l'Arsenal des galères. Celui-ci s'installe sur le plan Fourmiguier, tandis que les constructeurs déménagent sur la rive sud-est du port, et que les cordiers s'installent sur ses contreforts, jusqu'à l'actuel Boulevard de la Corderie qui en sera la Place d'Armes.
En 1666, les remparts sont détruits et la commercialisation des terrains des nouveaux quartiers commence. Nommée initialement rue Saint-Louis par le promoteur du projet, la première mention du nom de Canebière apparaît, le 23 avril 1672, dans une délibération du Conseil tenu par le Bureau des Affaires de l'Agrandissement chargé de vendre les terrains, de dresser et faire exécuter les plans d'urbanisation.

### La rue Cannebière

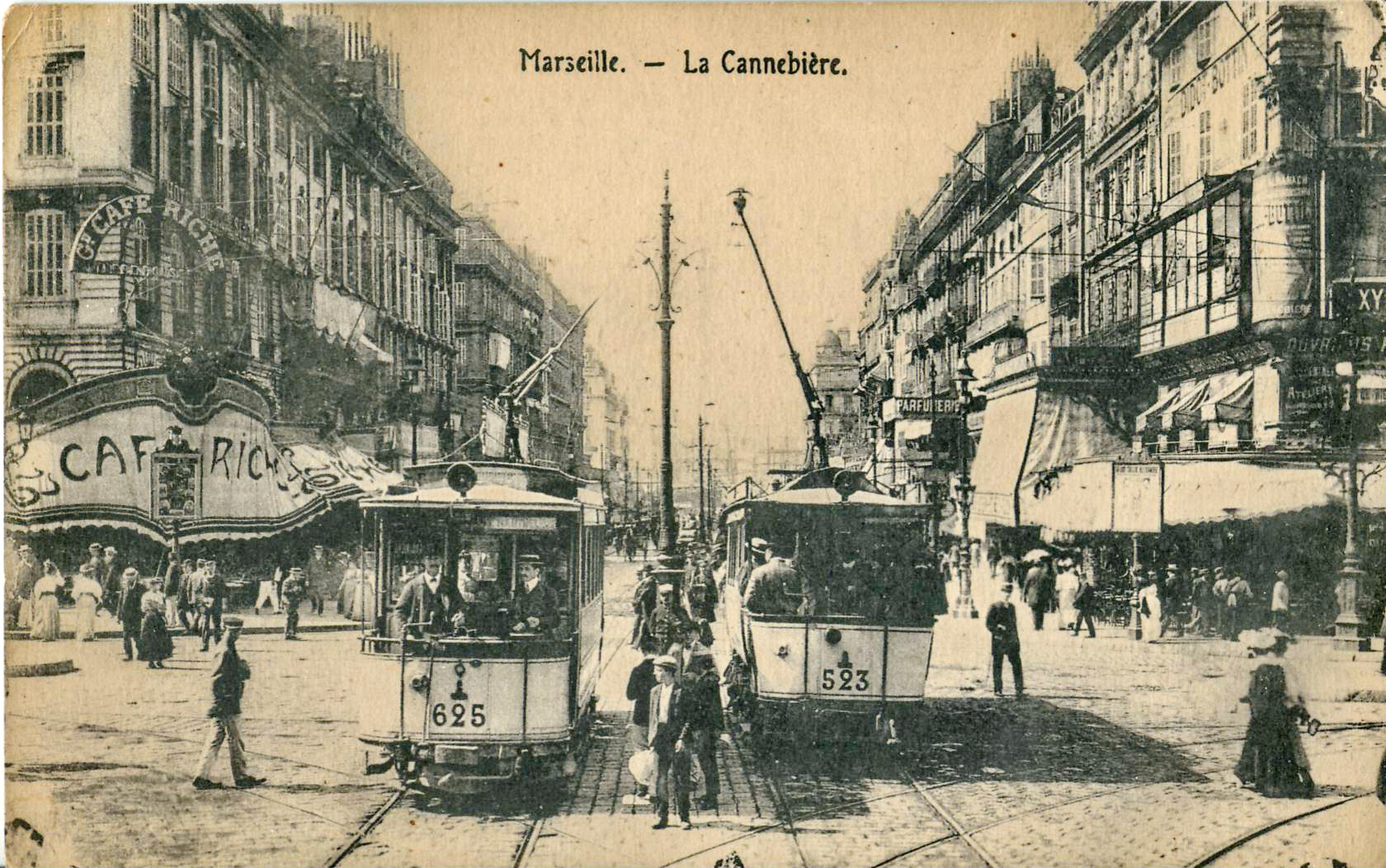
La Cannebière et ses tramways, avant la Première Guerre mondiale

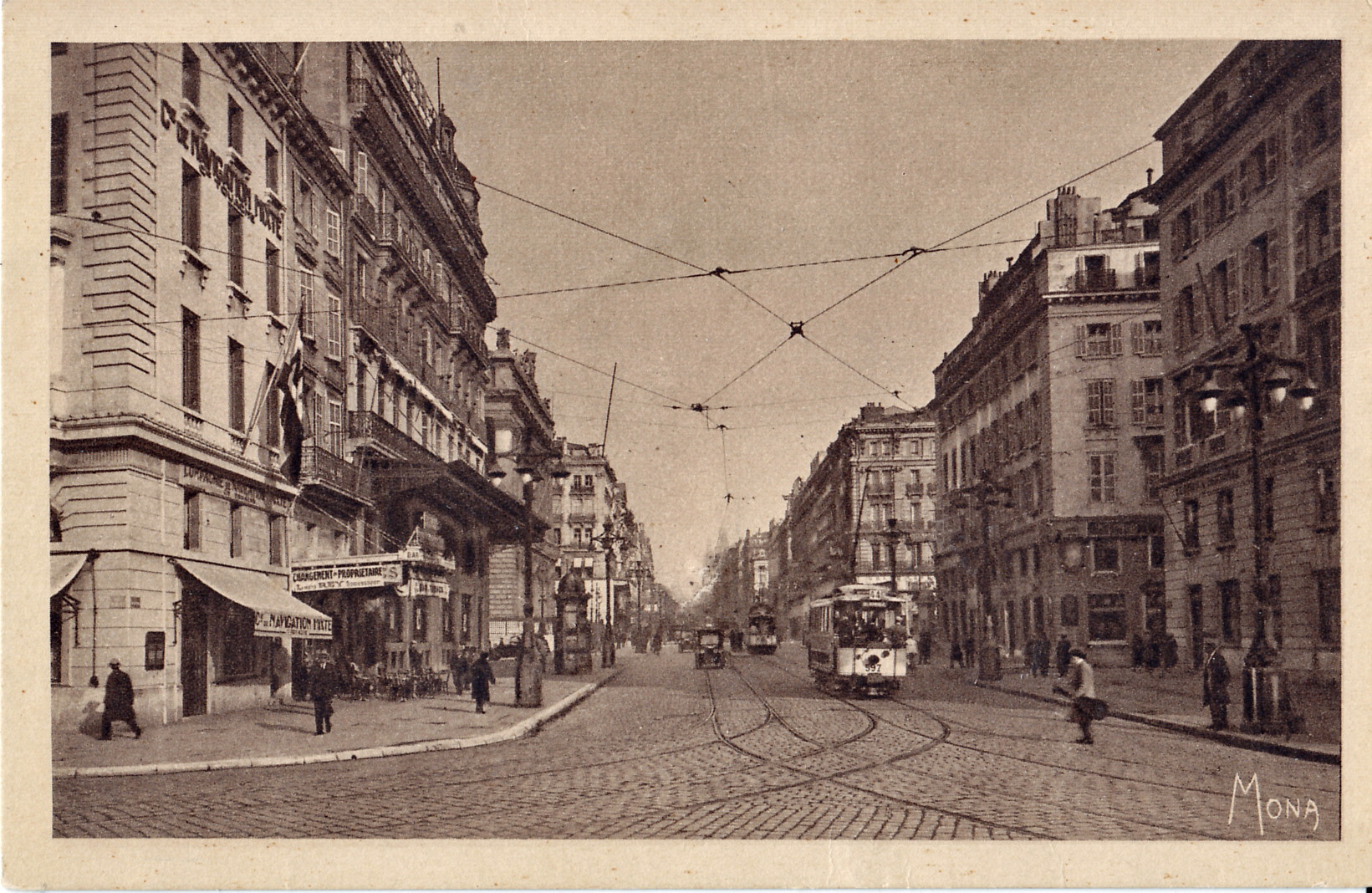
… et dans les années 1930.

À l'origine, la rue est comprise entre le cours Saint-Louis et l'arsenal des Galères. D'une longueur de 250 mètres pour 11 mètres de large, elle est bordée au sud par le petit Jeu de Mail, version ancienne du jeu de croquet.
Les premières maisons (aujourd'hui détruites) s'élèvent dès 1671 à l'angle de la Canebière et du cours Belsunce.
En 1727, des rangées d'arbres sont plantées transformant la rue en promenade. C'est là que se tiennent les marchés aux fruits et légumes, mais c'est également là qu'est installé le pilori qui sert à exécuter les hautes et basses œuvres.
Entre 1743 et 1751 sont construits les immeubles compris entre la rue Saint-Ferréol et le cours Saint-Louis. Des commerces de luxe s'installent (parfumeur, librairie, confiseur, etc.)
Des trottoirs sont aménagés en tiercenaux, briques pleines posées sur chant.
En 1785, l'arsenal des galères est désaffecté permettant le prolongement de la Canebière jusqu'au Vieux-Port.

Pendant la révolution, la guillotine est installée à hauteur de la place Charles-de-Gaulle.
En 1853, certains des immeubles sont détruits, frappés d'alignement.
En 1854, commence la construction du Palais de la Bourse qui héberge la Chambre de Commerce. Celle-ci, créée en 1599 par les marchands, siégeait jusqu'alors à l'Hôtel de Ville.
En 1857, le Conseil municipal décide que la Canebière aura 30 mètres de large. Les maisons sont démolies et on en reconstruit d'autres dont la majorité subsiste encore aujourd'hui.
De 1857 à 1927, la rue s'appelle Cannebière.

### La rue Noailles

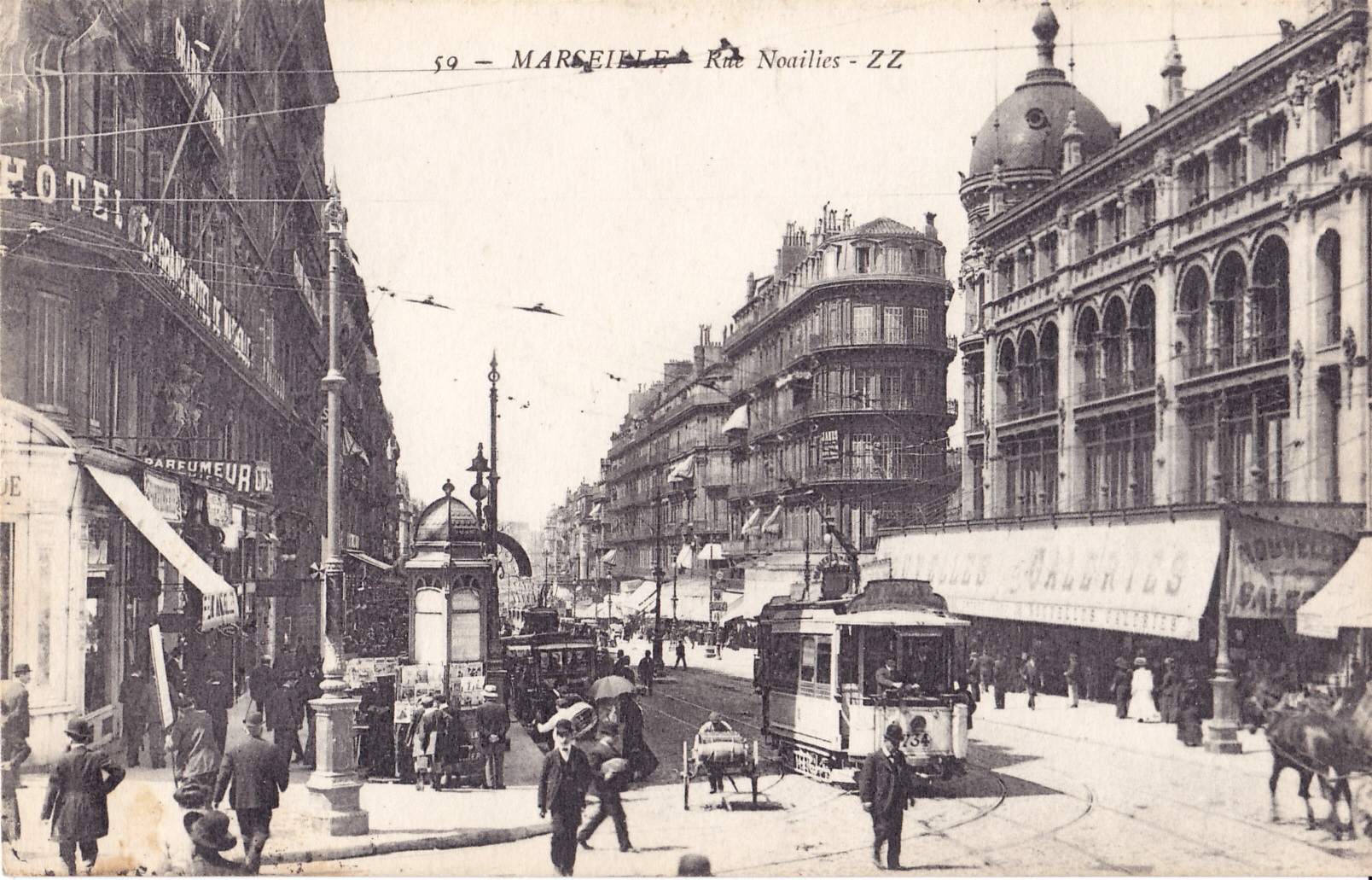
La rue Noailles vers 1900.

Elle est créée en même temps que la Canebière, en 1666.
Située entre le cours Saint-Louis et la porte des remparts, elle est habitée par des grandes familles qui lui donnent ainsi son premier nom, rue des Nobles.
Le constructeur de galères, Jean-Baptiste Chabert, y construit un hôtel particulier qu'il loue à Jacques de Noailles, lieutenant des galères. Son nom reste attaché à la rue, à la place qui la prolonge et à la porte des remparts.
En 1859, le conseil municipal vote l'élargissement de la rue qui passe de 8 mètres à 30 mètres. Pour le permettre, les belles demeures des nobles ayant donné son premier nom à la rue, sont détruites. Néanmoins, la maison sise à l'angle du cours Saint-Louis n'est pas détruite mais seule sa façade est refaite pour être dans l'alignement.

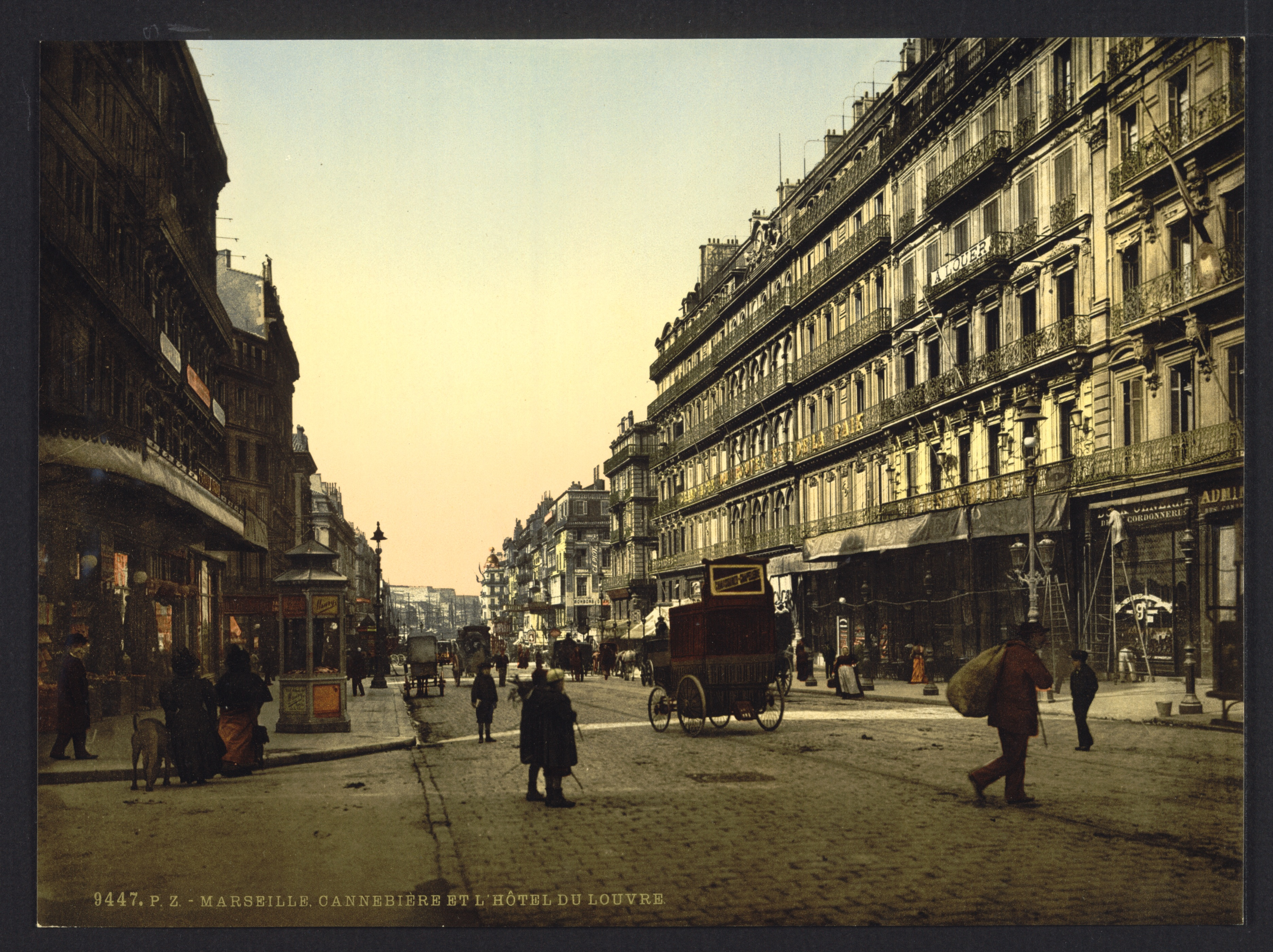
Lhôtel du Louvre et de la Paix

En 1863 sont construits l'hôtel du Louvre et de la Paix, le Grand Hôtel de Noailles et le Grand Hôtel.
Hôtel du Louvre et de la Paix : Ce palace abrite 179 chambres et des salons privés. Il accueille, entre autres, Mark Twain en 1867, Camille Flammarion ou l'empereur du Brésil Pedro II. Cet immeuble est occupé, de 1941 à 1977, par la Marine Nationale. La façade est ornée de 4 statues qui tiennent chacune dans la main le symbole d'un des quatre continents. Les étages portent les blasons des nations européennes, celui de l'Autriche-Hongrie est détruit pendant la guerre de 1914-1918. La façade, la toiture, l'escalier et au rez-de-chaussée, deux salons : le mess des officiers et la salle de conférence sont classées monuments historiques depuis le 8 juin 1982.

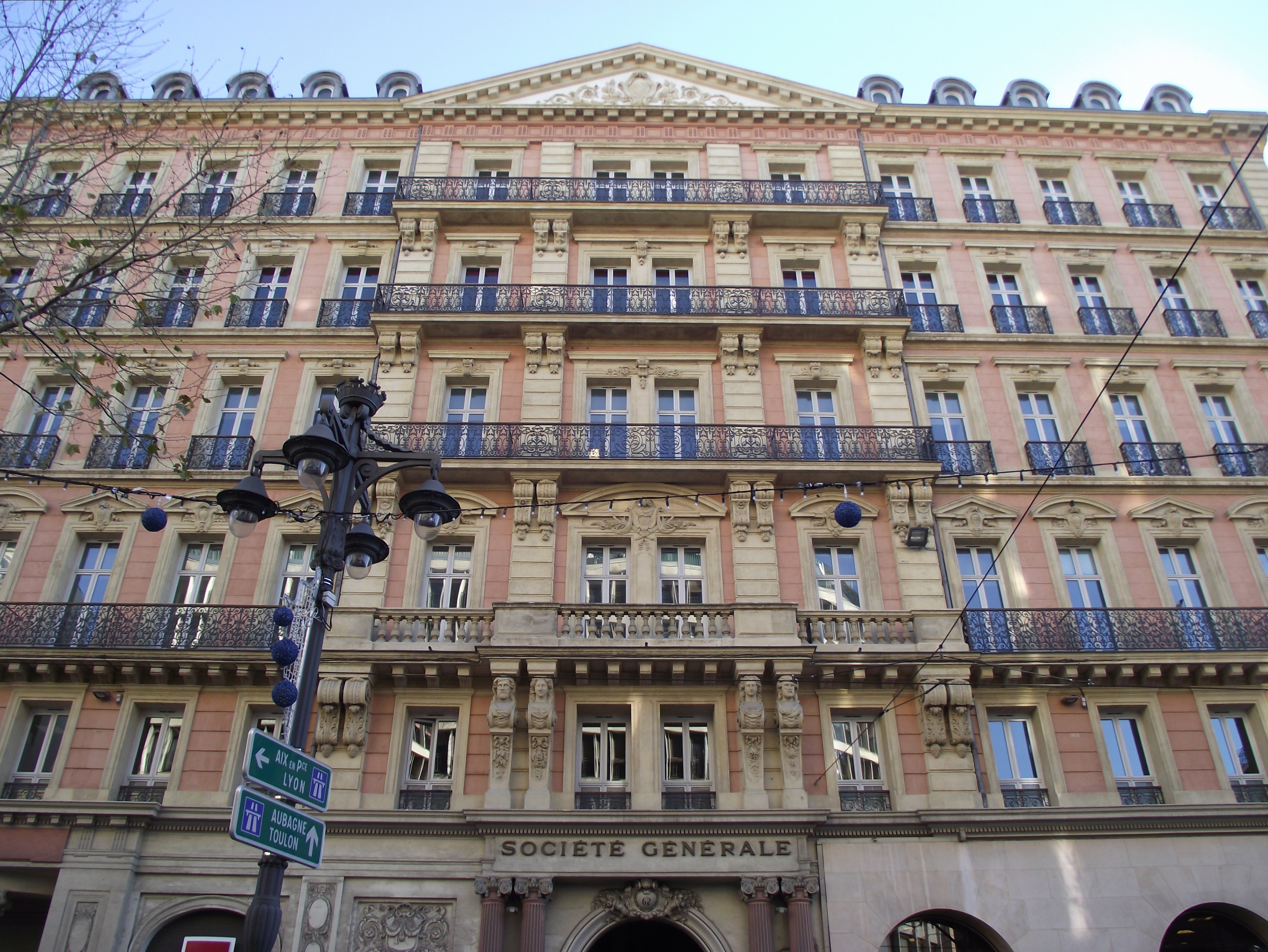
L'ancien Grand Hôtel de Noailles

Le Grand Hôtel. Construit sur une partie de l'hôtel particulier que Jean-Baptiste Chabert avait construit et qu'il louait au lieutenant des galères Jacques de Noailles, il est situé à l'angle du boulevard Garibaldi. Il accueille nombre de célébrités dont Gandhi en 1931. Charles Trenet y fait ses débuts dans le cabaret de l'hôtel. Fermé dans les années 1990, il est transformé en commissariat central.
Le Grand Hôtel de Noailles construit lui aussi sur l'emplacement de l'ancien hôtel de Jean-Baptiste Chabert est devenu le siège d'une banque.
De 1897 à 1903, Nadar s'installe à Marseille dans un petit immeuble au 33 rue de Noailles (aujourd'hui 77 La Canebière) et installe ce qui sera son 4e et dernier studio de photographie sur les 3 étages de l'immeuble sur cour derrière son domicile. Il accueillera le Tout Marseille artistique et culturel et de nombreuses personnalités de passage dans la ville venus se faire photographier. L'immeuble fut inscrit aux Monuments historiques en 2012 mais s'effondra, dans des circonstances peu claires en 2014.

### Les allées de Meilhan
Hors les murs de la ville, les plans d'agrandissement de la ville prévoient une promenade. Celle-ci est créée en 1733, elle longe le couvent des religieuses de la pénitence du tiers ordre de Saint-François ou Lyonnaises qui donne son premier nom à la promenade. Avec l'aide de Gabriel Sénac de Meilhan, intendant de Provence, les allées sont terminées en 1775. Elles prennent alors son nom en remerciement.
Lieu de promenade, un kiosque à musique et des guinguettes y sont installés permettant les banquets et réunions politiques.
De nombreuses foires s'y déroulent :
- de 1839 à 1860, la foire Saint-Lazare, transférée sur la place Saint-Michel (auj. place Jean-Jaurès, dite la Plaine).
- à partir de 1850, la foire aux herbes et plantes aromatiques, devenue depuis, la foire à l'ail et aux tarraïettes.
- en 1883, la foire aux santons qui se tenait depuis 1803 sur le cours Saint-Louis se tient pour la première fois sur les allées de Meilhan à l'occasion de Noël.

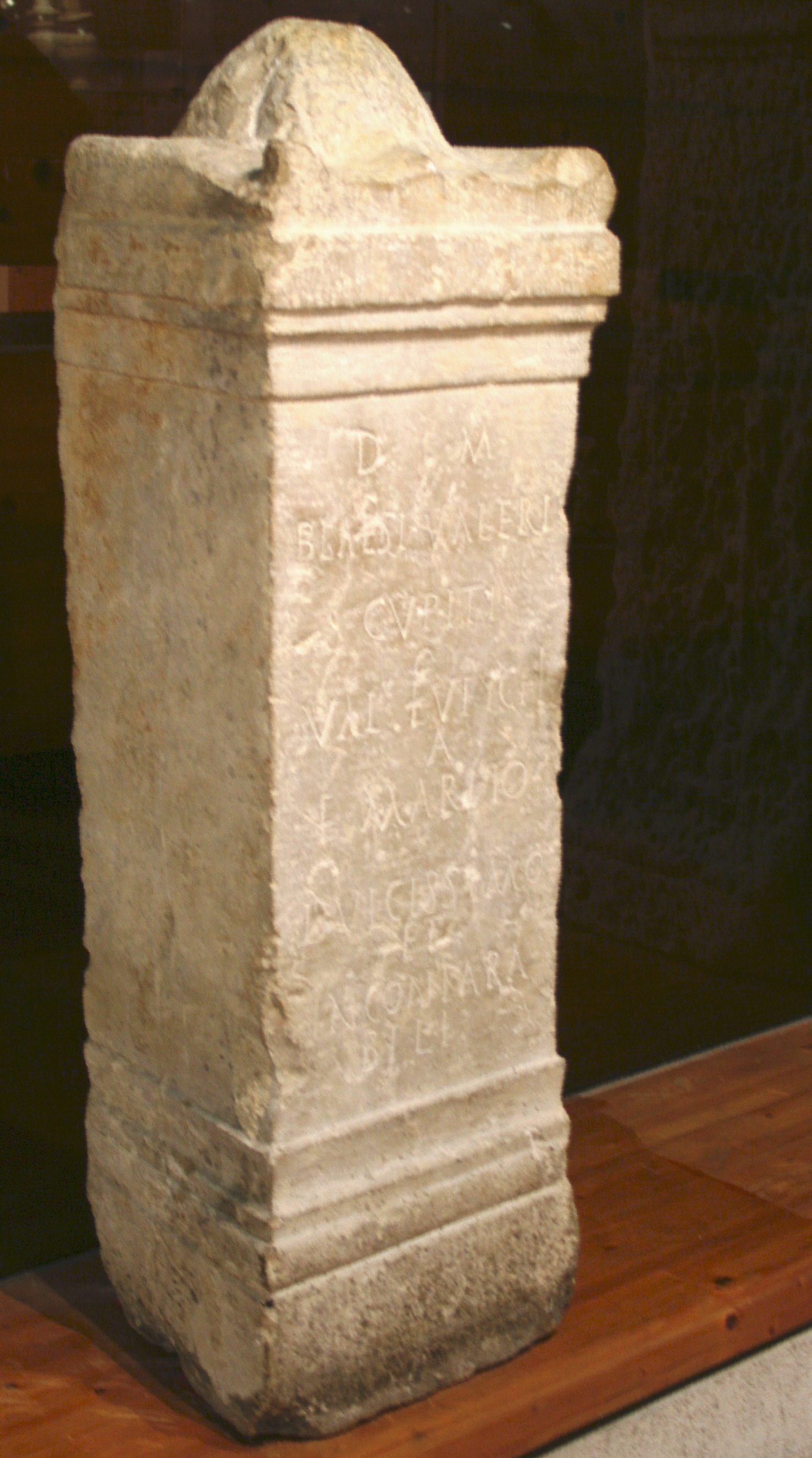
Cippe funéraire de 1,20 mètre de haut et de 0.40 mètre de large trouvé aux allées de Meilhan (en haut de la Canebière) à Marseille en 1975. Il est en calcaire de Cassis, dédié aux mânes de Valerius Blaesus Cupitus.

Dans les allées se trouve la source de la Poussaraque. Lors de la construction du parking des allées Léon-Gambetta, une chambre de récupération datant du XVIIIe siècle a été mise au jour. Celle-ci recueillait toutes les eaux des sources environnantes (Saint-Bauzile, Reynier, Loisir, Poussaraque) ainsi que les eaux de pluie descendant du plateau Longchamp. Elles étaient conduites à travers un collecteur jusqu'au Grand Puits situé à proximité du Cours Belsunce.
Les Augustins réformés, installés à Marseille depuis 1605, construisent leur couvent dans le quartier Saint-Bauzille en 1611. La chapelle est détruite le 30 novembre 1869, après la construction de l'église Saint-Vincent-de-Paul, dite des Réformés.
Face à l'Église, depuis 1894, se trouve le monument des Mobiles, œuvre du sculpteur Constant Roux et qui célèbre les soldats de la garde mobile, corps de réservistes mobilisé par le gouvernement pendant la guerre franco-prussienne de 1870. Il est mis en lumière depuis fin 2012. Le projet est l'œuvre de Bastien LEANDRI, concepteur lumière de la Ville de Marseille.
Les allées de Meilhan seront nommées successivement :
- Cours des Lyonnaises
- Allées de Meilhan
- Champ du Dix-Août, sous la Révolution française
- Allées de Meilhan, début XIXe siècle
- Canebière depuis 1927

### La Canebière après 1927
En 1927, le conseil municipal décide de réunir les trois rues et de leur donner le nom unique de Canebière (avec un seul "n"). Il décide également de supprimer le mot rue. La numérotation est modifiée partant désormais du quai des Belges.
Le 9 octobre 1934, face au palais de la Bourse, le roi Alexandre Ier de Yougoslavie et le ministre français des Affaires Étrangères, Louis Barthou, sont victimes d'un attentat commis par un nationaliste macédonien.
Le 28 octobre 1938, l'incendie du magasin Nouvelles Galeries entraîne la mort de 73 personnes. À la suite de cet incendie, le maire, Henri Tasso, est destitué ; Marseille est placée sous la tutelle de l’État et dirigée par un administrateur extraordinaire, ayant rang de préfet. Le Corps municipal des sapeurs-pompiers de la ville de Marseille qui n'est pas parvenu à éteindre l'incendie est dissous. Le bataillon de marins-pompiers est créé, le 29 juillet 1939, pour le remplacer et protéger la ville.
L'Institut universitaire de formation des maîtres (IUFM), la faculté des Sciences économiques et de gestion et la faculté de Droit sont installés sur la Canebière.
Le 30 juin 2007 voit le retour du tramway.
À l'angle de la Canebière, du cours Saint-Louis et du cours Belsunce se trouve le point zéro de Marseille permettant le calcul de la distance de Marseille à Paris, ainsi que la numérotation des immeubles.

## Renommée
Marseille a toujours été connue des marins des quatre coins du monde, grâce à son port. Les marins anglophones du début du XXe siècle traduisaient « Canebière » par can-o-beer, canette de bière, à cause des nombreux débits de boissons bordant l'artère.[réf. nécessaire]
La chanson Canebière, écrite en 1935 par René Sarvil (paroles) et Vincent Scotto (musique), fut reprise dans une opérette et deux films.
La Canebière est également mentionnée à plusieurs reprises dans le célèbre son Bande organisée interprétée en 2020 par un collectif de rappeurs tous originaires de Marseille à l'initiative du rappeur Jul.